# Вулиця Миколи Ушакова (Київ)
Вулиця Мико́ли Ушако́ва — вулиця у Святошинському районі міста Києва, місцевості  Біличі, Святошин. Пролягає від Берестейського проспекту до вулиці Академіка Єфремова. 
Прилучаються вулиці Ореста Васкула, Прилужна, Дмитра Яворницького, Віденська і Христини Сушко.

## Історія
Вулиця виникла в середині XX століття під назвою 71-ша Нова вулиця, з середини 1940-х років — Угловий (Кутовий) провулок. Сучасна назва на честь українського радянського поета та письменника Миколи Ушакова — з 1974 року. 
У 1970-ті — на початку 1990-х років була реконструйована і продовжена до теперішніх розмірів. Раніше ділянка після будинку № 14 мала напрямок до сучасної Прилужної вулиці. Станом на 2015 рік багатоповерхові будинки № 34, № 34-а по вулиці Миколи Ушакова відокремлені приватною забудовою вулиці Христини Сушко і сполучаються з нею під'їздною дорогою з вулицями Обухівською і Академіка Булаховського. 
З початку XX століття існувала також Углова (Кутова) вулиця (проходила від Чорнобильської вулиці до вулиці Миколи Ушакова). Ліквідована наприкінці 1970-х років у зв'язку зі знесенням старої забудови).

## Установи та заклади
- Дошкільний навчальний заклад № 532 (буд. № 10-а)
- Середня загальноосвітня школа № 50 (буд. № 12-а)

## Зображення

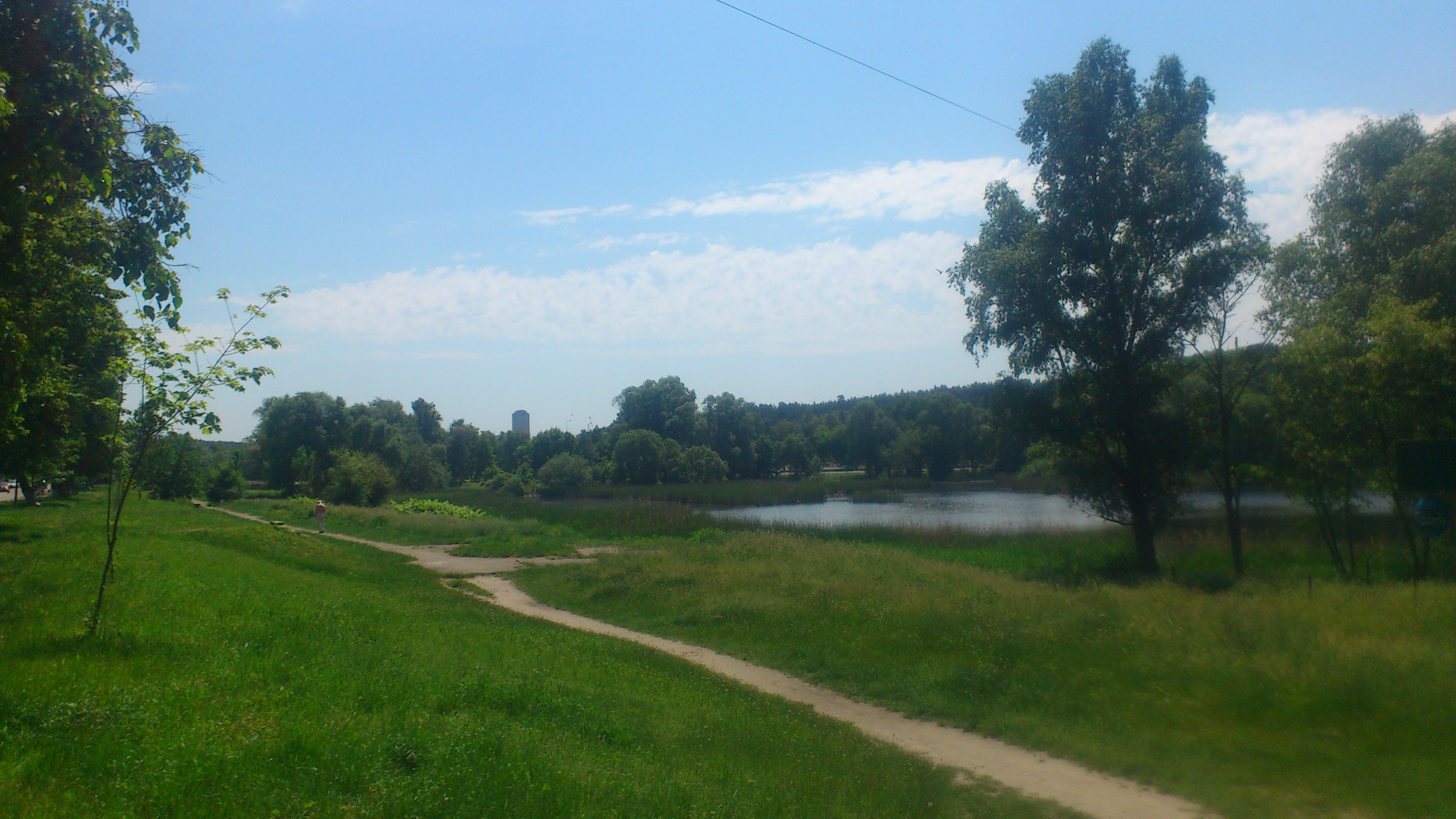
Став біля вулиці Миколи Ушакова